# Corcodel cu gât negru
Corcodelul cu gât negru (Podiceps nigricollis) este o specie relativ mică de păsări de apă din familia Podicipedidae.

## Taxonomie
Această specie a fost descrisă pentru prima dată de Carl Ludwig Hablitz⁠(d) în 1783 ca Colymbus caspicus, de la o pasăre din Bandar-e Anzali. Inițial, s-a crezut că este un sinonim al corcodelului de iarnă, până când Erwin Stresemann⁠(d) a descoperit că descrierea se aplica mai degrabă corcodelului cu gât negru în 1948. Înainte de aceasta, se credea că prima descriere a fost făcută de Christian Ludwig Brehm⁠(d) în 1831, care a dat acestei păsări numele științific actual de Podiceps nigricollis de la o pasăre germană. Pentru a rezolva această problemă, Comisia Internațională de Nomenclatură Zoologică a suprimat numele C. caspicus.
Această pasăre este strâns înrudită cu corcodelul argintiu și cu Podiceps taczanowskii. Corcodelul columbian, dispărut, este uneori considerat o subspecie a acestei specii, pe lângă alte trei subspecii existente:
- P. n. nigricollis – (Brehm, CL, 1831): se găsește din vestul Europei până în vestul Asiei temperate (iernează în sud și vest), în centrul și estul Asiei și în estul Africii[4][4]
- P. n. gurneyi – (Roberts, 1919): se găsește în Africa de Sud[4]
- P. n. californicus – (Heermann, 1854): se găsește din sud-vestul Canadei până în vestul Statelor Unite. Iernează până în Guatemala[4]

Denumirea generică, Podiceps, provine din două cuvinte latine: podicis, care înseamnă „orificiu” sau „anus” și pes, care înseamnă „picior”. Aceasta este o referire la punctul de prindere al picioarelor păsării — la extremitatea posterioară a corpului său. Epitetul specific nigricollis înseamnă în latină „cu gât negru”: niger înseamnă „negru” și collis înseamnă „gât”. Epitetul subspeciei californicus provine de la „California”, în timp ce gurneyi provine de la numele ornitologului britanic John Henry Gurney Sr.

## Comportament

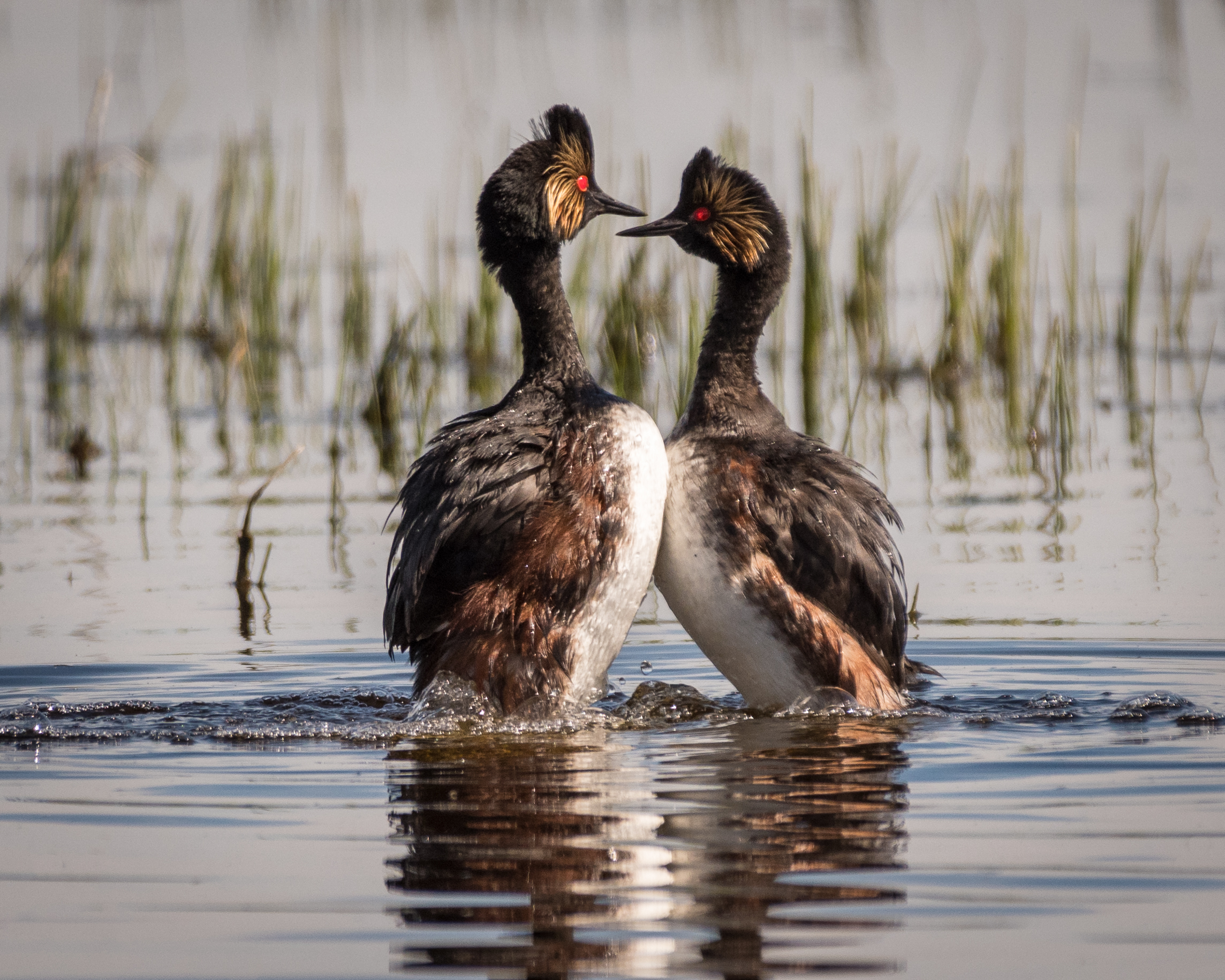
Curtare

Această specie își construiește cuibul plutitor în apele de obicei puțin adânci ale lacurilor deschise. Cuibul în sine este ancorat de lac prin plante. Este construit atât de mascul, cât și de femelă și este alcătuit din materii vegetale.
Corcodelul cu gât negru este monogam din punct de vedere social. Parazitismul conspecific sau intraspecific, în care femela depune ouă în cuibul altora din propria specie, este frecvent, în medie aproape 40% din cuiburi fiind parazitate. În ceea ce privește teritoriul, acest corcodel își apără doar locul de cuib.

## Galerie

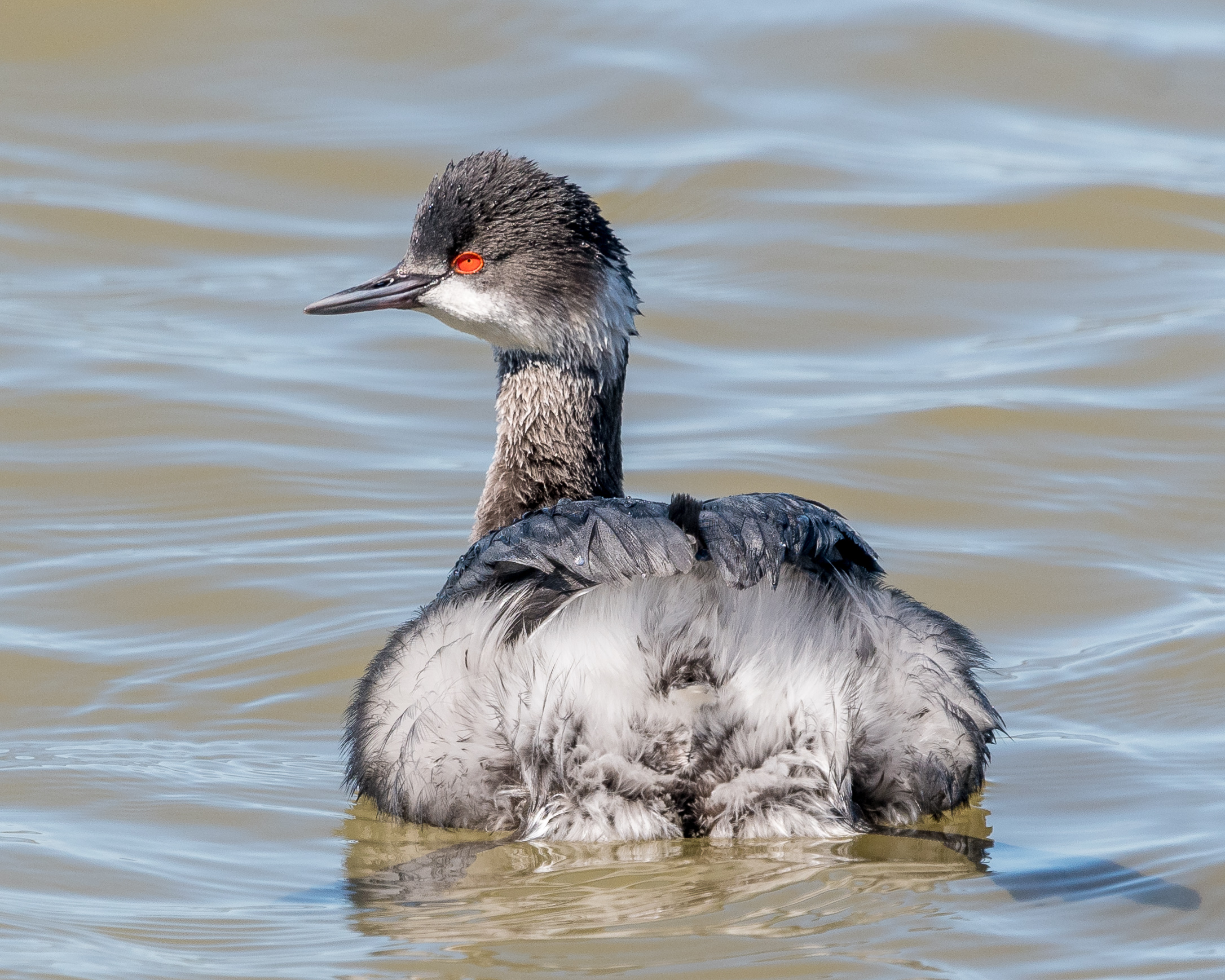
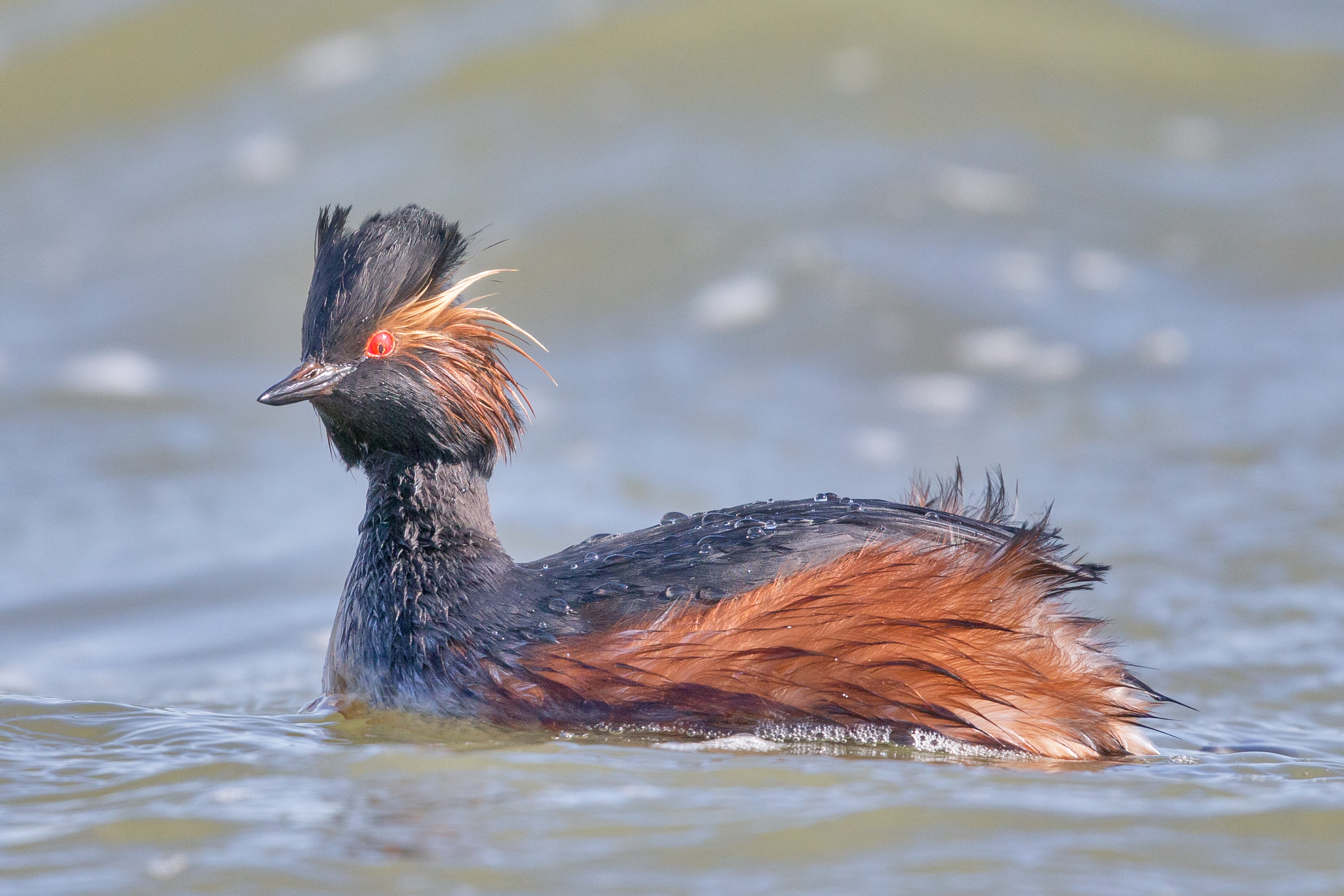